# Volders
Volders je obec v Rakousku ve spolkové zemi Tyrolsko v okrese Innsbruck-venkov, v soudním okrese Hall in Tirol. Leží v údolí řeky Inn při Volderském jezeře. Protínají ji dálnice A 12 a tyrolská zemská silnice B 171.
K 1. lednu 2021 zde žilo 4497 obyvatel.

## Administrativní dělení
Obec se skládá ze tří místních částí (v závorce je počet obyvatel k 1. lednu 2022):
- Großvolderberg (484)
- Kleinvolderberg (219)
- Volders (3844)

Obec má rozlohu 32,42 km². Z toho 48 % tvoří lesy,15 % zemědělská půda a 11,5 % alpské louky. Z celkové rozlohy je 22,5 % území obydleno.

### Sousední obce
Volders sousedí s obcemi Baumkirchen, Fritzens, Mils, Navis, Tulfes, Wattenberg, Wattens.

## Historie
V letech 1955–1957 bylo na návrší severně od obce na ploše 2500 m² odhaleno významné pravěké pohřebiště z doby laténské s 431 urnami a bohatými nálezy předmětů z bronzu, skla a keramiky. Archeologicky zdokumentováno je rovněž keltské osídlení. Obojí činí z Volders jednu z významných archeologických lokalit Rakouska.  Je přístupná jako muzeum v přírodě pod názvem Nebeská říše (Himmelreich).
První písemné zmínky o obci Volares pocházejí z let 955 a 1005, název je římského původu. kdy ji vlastnil klášter v Brixenu a ve 13. století klášter benediktinů v Admontu. Ve znaku města je obrněná rukavice, erb pánů z Volders, Původem ze 13. století. Katolickým poutním místem se obec stala od 17. století.

## Památky

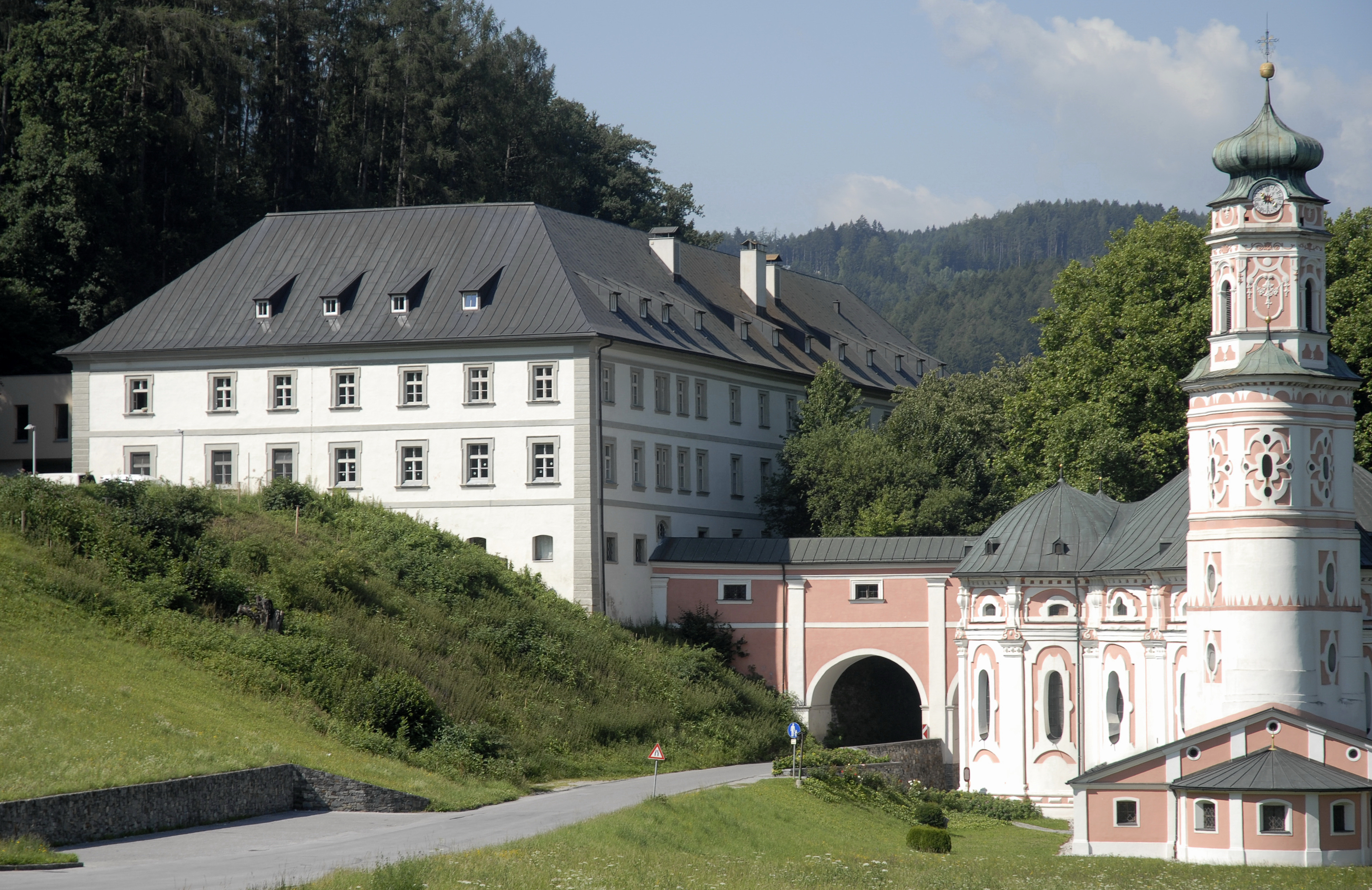
Bývalý klášter servitů s kostelem sv. Karla Boromejského

- Zámek Friedberg hrabat z Andechsu, založen jako hrad roku 1230.
- Zámek Aschach, renesanční, založen roku 1586.
- Kostel sv. Karla Boromejského v raně barokním slohu dal podle svého projektu postavit tyrolský lékař Hippolyt Guarinoni († 1654) a je zde pohřben před oltářem v první kapli vpravo od vchodu; fresky vytvořili Caspar Waldmann a Martin Knoller; kaple sv. Anny.[7]
- Klášter řádu servitů, jednoduchá třípodlažní raně barokní stavba z let 1692–1697, spojená s kostelem sv. Karla Boromejského můstkem s krytou chodbou; od zrušení kláštera až do současnosti budova slouží jako gymnázium.[8]
- Farní kostel sv. Jana Křtitele je gotického původu, připomíná se roku 1253, je postaven v pozdně gotickém slohu v letech 1437–1512, přestavěn a rozšířen v letech 1962–1965 podle plánů architekta Klementa Holzmeistera. Jeho věž je dominantou obce.

## Slavnosti
Náboženská pouť o svátku Všech svatých, tradičně spojená s kulturní slavností, se koná od 15. století, má zemský význam a byla zapsána do seznamu dědictví Unesco.

## Znak
Blason: V červeném štítě šikmo vpravo ležící stříbrná rukavice.
Městský znak byl udělen v roce 1971. Kroužková rukavice byla znakem pánů z Voldersu, kteří sídlili na hradě Volderthurn od roku 1270 až do svého zániku v 15. století.
Barvy obecní vlajky jsou bílo-červené. 